# Purcell (Oklahoma)
Purcell és una ciutat dels Estats Units a l'estat d'Oklahoma. Segons el cens del 2000 tenia 5.571 habitants.

## Demografia
Segons el cens del 2000, Purcell tenia 5.571 habitants, 2.120 habitatges, i 1.500 famílies. La densitat de població era de 216,2 habitants per km².
Dels 2.120 habitatges en un 33,9% hi vivien nens de menys de 18 anys, en un 54,1% hi vivien parelles casades, en un 13% dones solteres, i en un 29,2% no eren unitats familiars. En el 26,2% dels habitatges hi vivien persones soles el 13% de les quals corresponia a persones de 65 anys o més que vivien soles. El nombre mitjà de persones vivint en cada habitatge era de 2,54 i el nombre mitjà de persones que vivien en cada família era de 3,06.
Per edats la població es repartia de la següent manera: un 26,9% tenia menys de 18 anys, un 8,6% entre 18 i 24, un 28,6% entre 25 i 44, un 20,5% de 45 a 60 i un 15,5% 65 anys o més.
L'edat mediana era de 36 anys. Per cada 100 dones de 18 o més anys hi havia 89,7 homes.
La renda mediana per habitatge era de 33.283 $ i la renda mediana per família de 36.128 $. Els homes tenien una renda mediana de 25.494 $ mentre que les dones 18.919 $. La renda per capita de la població era de 15.261 $. Entorn del 12,5% de les famílies i el 14,4% de la població estaven per davall del llindar de pobresa.

## Poblacions més properes
El següent diagrama mostra les poblacions més properes.